# Il sol dell'avvenire
Il sol dell'avvenire er en italiensk film fra 2023 af Nanni Moretti.

## Medvirkende
- Nanni Moretti som Giovanni
- Margherita Buy som Paola
- Silvio Orlando som Ennio
- Mathieu Amalric som Pierre
- Barbora Bobulova som Vera
- Zsolt Anger
- Jerzy Stuhr
- Teco Celi